# Modo de audición
Un modo de audición es un modelo que explica como se produce el proceso de percepción sonora, es decir, de cómo se dota de significación a los sonidos.
Los principales modelos de audición son:[cita requerida]
- Modos de audición de Schaeffer — Pierre Schaeffer estableció cuatro modalidades de audición en función de las relaciones entre percepción sonora y atención sonora: oír, escuchar, entender y comprender.
- Modos de audición de Schachtel — Ernest Schachtel estableció dos modos de audición en función de dónde se centraba la propia audición: en el sujeto o en el objeto: El modo de audición autocéntrico y el modo alocéntrico de audición.
- Modos de audición de Smalley — Denis Smalley describió tres modos de percepción sonora en función del nivel de atención sonora, teniendo en cuenta si la audición se centraba en el sujeto o en el objeto: El Modo de audición indicativo, el Modo de audición reflexivo y el Modo de audición interactivo.

- Datos: Q9033952